# Szamat Szmakov
Szamat Szmakov, kazak betűkkel Самат Смақов (Szemipalatyinszk, 1978. december 8. –) válogatott kazak labdarúgó, hátvéd. 2004-ben és 2008-ban az év labdarúgójának választották Kazahsztánban.

## Pályafutása

### Klubcsapatban
1992-ben a Jelimaj korosztályos csapatában kezdte a labdarúgást, ahol 1997–98-ban mutatkozott ez első csapatban. 1999–00-ben a Jertisz Basztau labdarúgója volt. 2000–01-ben az orosz FK Rosztov játékosa volt. 2002-ben a Zsenisz Asztana, 2003-ban ismét a Jelimaj, 2004 és 2006 között a Kajrat, 2007 és 2013 között az Aktöbe együttesében szerepelt. 2013-ban a török Çaykur Rizespor játékosa volt rövid ideig. 2013–14-ben a Kajrat, 2015-ben a Jertisz Pavlodar, 2016-ban az Aktöbe, 2016–17-ben az Ordabaszi labdarúgója volt. Összesen hat kazak bajnoki címet és három kazak kupagyőzelmet szerzett pályafutása alatt.

### A válogatottban
2000 és 2016 között 76 alkalommal szerepelt a kazak válogatottban és két gólt szerzett.

## Sikerei, díjai
- Az év labdarúgója Kazahsztánban (2004, 2008)

 Jelimaj
- Kazak bajnokság
  - bajnok: 1998

 Jertisz Basztau
- Kazak bajnokság
  - bajnok: 1999

 Zsenisz Asztana
- Kazak kupa
  - győztes: 2002

 Kajrat
- Kazak bajnokság
  - bajnok: 2004
- Kazak kupa
  - győztes: 2014

 Aktöbe
- Kazak bajnokság
  - bajnok (3): 2007, 2008, 2009
- Kazak kupa
  - győztes: 2008
- Kazak szuperkupa
  - győztes (2): 2008, 2010